# Presunto de Vinhais
O Presunto de Vinhais IGP ou Presunto Bísaro de Vinhais IGP é um produto de origem portuguesa com Indicação Geográfica Protegida pela União Europeia (UE) desde 17 de julho de 2008.

## Agrupamento gestor
O agrupamento gestor da indicações geográficas protegidas "Presunto Bísaro de Vinhais" e "Presunto Bísaro de Vinhais" é a ANCSUB - Associação Nacional de Criadores de Suínos da Raça Bísara.